# U-19-Handball-Weltmeisterschaft 2015
Die 6. U-19-Handball-Weltmeisterschaft der Männer wurde vom 7. bis 20. August 2015 in Russland ausgetragen. Veranstalter ist die Internationale Handballföderation (IHF). Titelverteidiger war Dänemark. Frankreich gewann durch einen 33:26-Sieg über Slowenien im Finale zum ersten Mal den Titel.

## Austragungsorte
Der Austragungsort der Spiele war Jekaterinburg. Dort befinden sich zwei Sportarenen, in denen die Spiele ausgetragen wurden. Im Sportpalast „Uralez“ fanden die Vorrundenspiele der Gruppen A und B und die Hälfte der Achtel- und Viertelfinalspiele statt. Die Vorrundenspiele der Gruppen C und D sowie alle weiteren Play-off-Spiele und die Finals fanden im Sportpalast „DIVS“ statt.

## Teilnehmende Mannschaften
Als Gastgeber des Turniers war  Russland automatisch qualifiziert.  Slowenien qualifizierte sich als Sieger der Olympischen Jugend-Sommerspiele 2014 und  Norwegen als Bronze-Gewinner für die U-19-Weltmeisterschaft. Des Weiteren nominierte die EHF die zehn besten Mannschaften der U-18-Handball-Europameisterschaft der Männer 2014.
| Europa | Amerika                                       | Ozeanien | Afrika                                   | Asien                      |
| --- | --------------------------------------------- | -------- | ---------------------------------------- | -------------------------- |
| - Russland - Frankreich - Ungarn - Spanien - Dänemark - Schweden - Schweiz - Deutschland - Polen - Island - Kroatien - Slowenien - Norwegen - Serbien | - Argentinien - Brasilien - Chile - Venezuela |          | - Tunesien - Algerien - Angola - Ägypten | - Südkorea - Japan - Katar |

Die Gruppenauslosung fand am 13. Mai 2015 im Hauptquartier der IHF in Basel statt.

## Spielplan

### Vorrunde

#### Gruppe A
| Pl. | Land     | Sp. | S | U | N | Tore      | Diff. | Punkte |
| --- | -------- | --- | - | - | - | --------- | ----- | ------ |
| 1.  | Schweden | 5   | 4 | 1 | 0 | 0163:1150 | +48   | 09:10  |
| 2.  | Ungarn   | 5   | 3 | 1 | 1 | 0171:1290 | +42   | 07:30  |
| 3.  | Serbien  | 5   | 3 | 0 | 2 | 0141:1480 | −7    | 06:40  |
| 4.  | Südkorea | 5   | 2 | 1 | 2 | 0152:1470 | +5    | 05:50  |
| 5.  | Polen    | 5   | 1 | 1 | 3 | 0130:1340 | −4    | 03:70  |
| 6.  | Chile    | 5   | 0 | 0 | 5 | 088:1720  | −84   | 00:100 |

| 8. August 2015 10:00 Uhr | Ungarn                | 35:26        | Polen                 | Sportpalast „Uralez“, Jekaterinburg Zuschauer: 100 Schiedsrichter: Grillo, Lenci |
| 8. August 2015 10:00 Uhr | meiste Tore: Fekete 8 | (18:11)      | meiste Tore: Moryto 5 | Sportpalast „Uralez“, Jekaterinburg Zuschauer: 100 Schiedsrichter: Grillo, Lenci |
| 8. August 2015 10:00 Uhr | Strafen: 3× 4×        | Spielbericht | Strafen: 3×           | Sportpalast „Uralez“, Jekaterinburg Zuschauer: 100 Schiedsrichter: Grillo, Lenci |

| 8. August 2015 12:00 Uhr | Schweden                 | 34:24        | Serbien                            | Sportpalast „Uralez“, Jekaterinburg Zuschauer: 100 Schiedsrichter: Bethmann, Tzaferopoulos |
| 8. August 2015 12:00 Uhr | meiste Tore: Mellegård 6 | (14:10)      | meiste Tore: Rakocija, Jovanović 4 | Sportpalast „Uralez“, Jekaterinburg Zuschauer: 100 Schiedsrichter: Bethmann, Tzaferopoulos |
| 8. August 2015 12:00 Uhr | Strafen: 3×              | Spielbericht | Strafen: 3× 6×                     | Sportpalast „Uralez“, Jekaterinburg Zuschauer: 100 Schiedsrichter: Bethmann, Tzaferopoulos |

| 8. August 2015 14:00 Uhr | Südkorea            | 36:23        | Chile                             | Sportpalast „Uralez“, Jekaterinburg Zuschauer: 100 Schiedsrichter: Bartlett, Stokes |
| 8. August 2015 14:00 Uhr | meiste Tore: Jung 6 | (19:11)      | meiste Tore: Hernandez Delgardo 6 | Sportpalast „Uralez“, Jekaterinburg Zuschauer: 100 Schiedsrichter: Bartlett, Stokes |
| 8. August 2015 14:00 Uhr | Strafen: 3× 6×      | Spielbericht | Strafen: 1× 2×                    | Sportpalast „Uralez“, Jekaterinburg Zuschauer: 100 Schiedsrichter: Bartlett, Stokes |

| 10. August 2015 16:00 Uhr | Polen                     | 23:23        | Schweden                        | Sportpalast „Uralez“, Jekaterinburg Zuschauer: 80 Schiedsrichter: Mitrovic, Vesovic |
| 10. August 2015 16:00 Uhr | meiste Tore: Kowalczyik 8 | (13:11)      | meiste Tore: Bogojevic, Claar 5 | Sportpalast „Uralez“, Jekaterinburg Zuschauer: 80 Schiedsrichter: Mitrovic, Vesovic |
| 10. August 2015 16:00 Uhr | Strafen: 3×               | Spielbericht | Strafen: 3× 2×                  | Sportpalast „Uralez“, Jekaterinburg Zuschauer: 80 Schiedsrichter: Mitrovic, Vesovic |

| 10. August 2015 18:00 Uhr | Chile                         | 13:37        | Ungarn                        | Sportpalast „Uralez“, Jekaterinburg Zuschauer: 100 Schiedsrichter: Hussein, Imran |
| 10. August 2015 18:00 Uhr | meiste Tore: Paulsen Donoso 5 | (4:17)       | meiste Tore: Hanusz, Mikita 7 | Sportpalast „Uralez“, Jekaterinburg Zuschauer: 100 Schiedsrichter: Hussein, Imran |
| 10. August 2015 18:00 Uhr | Strafen: 3× 4×                | Spielbericht | Strafen: 3× 6×                | Sportpalast „Uralez“, Jekaterinburg Zuschauer: 100 Schiedsrichter: Hussein, Imran |

| 10. August 2015 20:00 Uhr | Serbien                  | 29:27        | Südkorea            | Sportpalast „Uralez“, Jekaterinburg Zuschauer: 150 Schiedsrichter: Honda, Tabuchi |
| 10. August 2015 20:00 Uhr | meiste Tore: Jovanović 7 | (13:13)      | meiste Tore: Kang 5 | Sportpalast „Uralez“, Jekaterinburg Zuschauer: 150 Schiedsrichter: Honda, Tabuchi |
| 10. August 2015 20:00 Uhr | Strafen: 4× 8× 1×        | Spielbericht | Strafen: 3× 4×      | Sportpalast „Uralez“, Jekaterinburg Zuschauer: 150 Schiedsrichter: Honda, Tabuchi |

| 11. August 2015 16:00 Uhr | Ungarn                       | 42:29        | Serbien                      | Sportpalast „Uralez“, Jekaterinburg Zuschauer: 200 Schiedsrichter: Kiselev, Kiyashko |
| 11. August 2015 16:00 Uhr | meiste Tore: Fekete, Gyori 8 | (21:15)      | meiste Tore: Ranisavljevic 7 | Sportpalast „Uralez“, Jekaterinburg Zuschauer: 200 Schiedsrichter: Kiselev, Kiyashko |
| 11. August 2015 16:00 Uhr | Strafen: 3×                  | Spielbericht | Strafen: 2× 1×               | Sportpalast „Uralez“, Jekaterinburg Zuschauer: 200 Schiedsrichter: Kiselev, Kiyashko |

| 11. August 2015 18:00 Uhr | Schweden                                 | 37:25        | Südkorea                 | Sportpalast „Uralez“, Jekaterinburg Zuschauer: 100 Schiedsrichter: Brunner, Salah |
| 11. August 2015 18:00 Uhr | meiste Tore: Mellegård, Claar, Sandell 6 | (20:12)      | meiste Tore: Park, Kim 5 | Sportpalast „Uralez“, Jekaterinburg Zuschauer: 100 Schiedsrichter: Brunner, Salah |
| 11. August 2015 18:00 Uhr | Strafen: 4× 6× 1×                        | Spielbericht | Strafen: 3× 4×           | Sportpalast „Uralez“, Jekaterinburg Zuschauer: 100 Schiedsrichter: Brunner, Salah |

| 11. August 2015 20:00 Uhr | Polen                | 28:16        | Chile                         | Sportpalast „Uralez“, Jekaterinburg Zuschauer: 50 Schiedsrichter: Diop, Faye |
| 11. August 2015 20:00 Uhr | meiste Tore: Mauer 7 | (16:8)       | meiste Tore: Porta Jorquera 7 | Sportpalast „Uralez“, Jekaterinburg Zuschauer: 50 Schiedsrichter: Diop, Faye |
| 11. August 2015 20:00 Uhr | Strafen: 1× 4×       | Spielbericht | Strafen: 2× 4×                | Sportpalast „Uralez“, Jekaterinburg Zuschauer: 50 Schiedsrichter: Diop, Faye |

| 13. August 2015 16:00 Uhr | Schweden                | 39:17        | Chile                                                 | Sportpalast „Uralez“, Jekaterinburg Zuschauer: 50 Schiedsrichter: Korja, Laitinen |
| 13. August 2015 16:00 Uhr | meiste Tore: Bredelo 11 | (23:8)       | meiste Tore: Hernandez Delgardo, Hildalgo Arancibia 3 | Sportpalast „Uralez“, Jekaterinburg Zuschauer: 50 Schiedsrichter: Korja, Laitinen |
| 13. August 2015 16:00 Uhr | Strafen: 2× 4×          | Spielbericht | Strafen: 3×                                           | Sportpalast „Uralez“, Jekaterinburg Zuschauer: 50 Schiedsrichter: Korja, Laitinen |

| 13. August 2015 18:00 Uhr | Südkorea                 | 31:31        | Ungarn                | Sportpalast „Uralez“, Jekaterinburg Zuschauer: 100 Schiedsrichter: A. Konjicanin, D. Konjicanin |
| 13. August 2015 18:00 Uhr | meiste Tore: Park, Kim 6 | (18:19)      | meiste Tore: Gyori 13 | Sportpalast „Uralez“, Jekaterinburg Zuschauer: 100 Schiedsrichter: A. Konjicanin, D. Konjicanin |
| 13. August 2015 18:00 Uhr | Strafen: 3× 5×           | Spielbericht | Strafen: 3× 7×        | Sportpalast „Uralez“, Jekaterinburg Zuschauer: 100 Schiedsrichter: A. Konjicanin, D. Konjicanin |

| 13. August 2015 20:00 Uhr | Serbien                | 27:26        | Polen                          | Sportpalast „Uralez“, Jekaterinburg Zuschauer: 80 Schiedsrichter: Brunner, Salah |
| 13. August 2015 20:00 Uhr | meiste Tore: Arsenic 6 | (14:13)      | meiste Tore: Kowalczyk, Netz 6 | Sportpalast „Uralez“, Jekaterinburg Zuschauer: 80 Schiedsrichter: Brunner, Salah |
| 13. August 2015 20:00 Uhr | Strafen: 3× 4×         | Spielbericht | Strafen: 3× 4×                 | Sportpalast „Uralez“, Jekaterinburg Zuschauer: 80 Schiedsrichter: Brunner, Salah |

| 14. August 2015 16:00 Uhr | Chile                         | 19:32        | Serbien                | Sportpalast „Uralez“, Jekaterinburg Zuschauer: 50 Schiedsrichter: Brunner, Salah |
| 14. August 2015 16:00 Uhr | meiste Tore: Paulsen Donoso 5 | (6:18)       | meiste Tore: Arsenic 8 | Sportpalast „Uralez“, Jekaterinburg Zuschauer: 50 Schiedsrichter: Brunner, Salah |
| 14. August 2015 16:00 Uhr | Strafen: 3× 1×                | Spielbericht | Strafen: 3×            | Sportpalast „Uralez“, Jekaterinburg Zuschauer: 50 Schiedsrichter: Brunner, Salah |

| 14. August 2015 18:00 Uhr | Südkorea           | 33:27        | Polen                 | Sportpalast „Uralez“, Jekaterinburg Zuschauer: 100 Schiedsrichter: Mitrovic, Vesovic |
| 14. August 2015 18:00 Uhr | meiste Tore: Kim 8 | (14:12)      | meiste Tore: Moryto 6 | Sportpalast „Uralez“, Jekaterinburg Zuschauer: 100 Schiedsrichter: Mitrovic, Vesovic |
| 14. August 2015 18:00 Uhr | Strafen: 3× 1×     | Spielbericht | Strafen: 3× 5×        | Sportpalast „Uralez“, Jekaterinburg Zuschauer: 100 Schiedsrichter: Mitrovic, Vesovic |

| 14. August 2015 20:00 Uhr | Ungarn                | 26:30        | Schweden             | Sportpalast „Uralez“, Jekaterinburg Zuschauer: 150 Schiedsrichter: Kiselev, Kiyashko |
| 14. August 2015 20:00 Uhr | meiste Tore: Juhasz 9 | (12:13)      | meiste Tore: Claar 8 | Sportpalast „Uralez“, Jekaterinburg Zuschauer: 150 Schiedsrichter: Kiselev, Kiyashko |
| 14. August 2015 20:00 Uhr | Strafen: 2× 3×        | Spielbericht | Strafen: 2× 3×       | Sportpalast „Uralez“, Jekaterinburg Zuschauer: 150 Schiedsrichter: Kiselev, Kiyashko |

#### Gruppe B
| Pl. | Land        | Sp. | S | U | N | Tore      | Diff. | Punkte |
| --- | ----------- | --- | - | - | - | --------- | ----- | ------ |
| 1.  | Island      | 5   | 5 | 0 | 0 | 0169:1270 | +42   | 010:00 |
| 2.  | Spanien     | 5   | 3 | 0 | 2 | 0145:990  | +46   | 06:40  |
| 3.  | Norwegen    | 5   | 3 | 0 | 2 | 0157:1180 | +39   | 06:40  |
| 4.  | Ägypten     | 5   | 2 | 0 | 3 | 0148:1360 | +12   | 04:60  |
| 5.  | Deutschland | 5   | 2 | 0 | 3 | 0161:1280 | +33   | 04:60  |
| 6.  | Venezuela   | 5   | 0 | 0 | 5 | 085:2570  | −172  | 00:100 |

| 8. August 2015 16:00 Uhr | Spanien                   | 30:23        | Ägypten                     | Sportpalast „Uralez“, Jekaterinburg Zuschauer: 100 Schiedsrichter: Kiselev, Kiyashko |
| 8. August 2015 16:00 Uhr | meiste Tore: Dujshebaev 8 | (10:11)      | meiste Tore: Khaled Gaber 8 | Sportpalast „Uralez“, Jekaterinburg Zuschauer: 100 Schiedsrichter: Kiselev, Kiyashko |
| 8. August 2015 16:00 Uhr | Strafen: 2× 3×            | Spielbericht | Strafen: 3× 2×              | Sportpalast „Uralez“, Jekaterinburg Zuschauer: 100 Schiedsrichter: Kiselev, Kiyashko |

| 8. August 2015 18:00 Uhr | Norwegen              | 54:15        | Venezuela             | Sportpalast „Uralez“, Jekaterinburg Zuschauer: 100 Schiedsrichter: Hussein, Imran |
| 8. August 2015 18:00 Uhr | meiste Tore: Horgen 8 | (31:8)       | meiste Tore: Goitia 4 | Sportpalast „Uralez“, Jekaterinburg Zuschauer: 100 Schiedsrichter: Hussein, Imran |
| 8. August 2015 18:00 Uhr | Strafen: 3×           | Spielbericht | Strafen: 3× 1×        | Sportpalast „Uralez“, Jekaterinburg Zuschauer: 100 Schiedsrichter: Hussein, Imran |

| 8. August 2015 20:00 Uhr | Deutschland               | 26:34        | Island                     | Sportpalast „Uralez“, Jekaterinburg Zuschauer: 100 Schiedsrichter: Korja, Laitinen |
| 8. August 2015 20:00 Uhr | meiste Tore: Michalczik 5 | (11:20)      | meiste Tore: Ríkharðsson 8 | Sportpalast „Uralez“, Jekaterinburg Zuschauer: 100 Schiedsrichter: Korja, Laitinen |
| 8. August 2015 20:00 Uhr | Strafen: 4×               | Spielbericht | Strafen: 2× 3×             | Sportpalast „Uralez“, Jekaterinburg Zuschauer: 100 Schiedsrichter: Korja, Laitinen |

| 9. August 2015 16:00 Uhr | Ägypten               | 21:24        | Norwegen                   | Sportpalast „Uralez“, Jekaterinburg Zuschauer: 50 Schiedsrichter: A. Konjicanin, D. Konjicanin |
| 9. August 2015 16:00 Uhr | meiste Tore: Raafat 6 | (8:13)       | meiste Tore: Ferkingstad 7 | Sportpalast „Uralez“, Jekaterinburg Zuschauer: 50 Schiedsrichter: A. Konjicanin, D. Konjicanin |
| 9. August 2015 16:00 Uhr | Strafen: 2× 3×        | Spielbericht | Strafen: 4× 3×             | Sportpalast „Uralez“, Jekaterinburg Zuschauer: 50 Schiedsrichter: A. Konjicanin, D. Konjicanin |

| 9. August 2015 18:00 Uhr | Island                   | 25:24        | Spanien                  | Sportpalast „Uralez“, Jekaterinburg Zuschauer: 100 Schiedsrichter: Brunner, Salah |
| 9. August 2015 18:00 Uhr | meiste Tore: Magnússon 8 | (12:11)      | meiste Tore: Odriozola 6 | Sportpalast „Uralez“, Jekaterinburg Zuschauer: 100 Schiedsrichter: Brunner, Salah |
| 9. August 2015 18:00 Uhr | Strafen: 3×              | Spielbericht | Strafen: 3× 4×           | Sportpalast „Uralez“, Jekaterinburg Zuschauer: 100 Schiedsrichter: Brunner, Salah |

| 9. August 2015 20:00 Uhr | Venezuela             | 16:58        | Deutschland           | Sportpalast „Uralez“, Jekaterinburg Zuschauer: 50 Schiedsrichter: Diop, Faye |
| 9. August 2015 20:00 Uhr | meiste Tore: Goitia 5 | (8:24)       | meiste Tore: Beyer 11 | Sportpalast „Uralez“, Jekaterinburg Zuschauer: 50 Schiedsrichter: Diop, Faye |
| 9. August 2015 20:00 Uhr | Strafen: 2× 5×        | Spielbericht | Strafen: 3× 5×        | Sportpalast „Uralez“, Jekaterinburg Zuschauer: 50 Schiedsrichter: Diop, Faye |

| 11. August 2015 10:00 Uhr | Spanien                      | 47:7         | Venezuela             | Sportpalast „Uralez“, Jekaterinburg Zuschauer: 50 Schiedsrichter: Bartlett, Stokes |
| 11. August 2015 10:00 Uhr | meiste Tore: Folques Ortiz 8 | (21:5)       | meiste Tore: Goitia 4 | Sportpalast „Uralez“, Jekaterinburg Zuschauer: 50 Schiedsrichter: Bartlett, Stokes |
| 11. August 2015 10:00 Uhr | Strafen: 1×                  | Spielbericht | Strafen: 2× 4× 1×     | Sportpalast „Uralez“, Jekaterinburg Zuschauer: 50 Schiedsrichter: Bartlett, Stokes |

| 11. August 2015 12:00 Uhr | Norwegen                             | 31:29        | Deutschland            | Sportpalast „Uralez“, Jekaterinburg Zuschauer: 100 Schiedsrichter: Al Watani, Qamber |
| 11. August 2015 12:00 Uhr | meiste Tore: Horgen, Schoenningsen 7 | (13:16)      | meiste Tore: Mertens 7 | Sportpalast „Uralez“, Jekaterinburg Zuschauer: 100 Schiedsrichter: Al Watani, Qamber |
| 11. August 2015 12:00 Uhr | Strafen: 4× 1×                       | Spielbericht | Strafen: 3× 5×         | Sportpalast „Uralez“, Jekaterinburg Zuschauer: 100 Schiedsrichter: Al Watani, Qamber |

| 11. August 2015 14:00 Uhr | Ägypten                                    | 29:31        | Island                     | Sportpalast „Uralez“, Jekaterinburg Zuschauer: 100 Schiedsrichter: Grillo, Lenci |
| 11. August 2015 14:00 Uhr | meiste Tore: Hassan Anis, Mahmoud Khalil 6 | (12:18)      | meiste Tore: Ríkharðsson 8 | Sportpalast „Uralez“, Jekaterinburg Zuschauer: 100 Schiedsrichter: Grillo, Lenci |
| 11. August 2015 14:00 Uhr | Strafen: 2× 5×                             | Spielbericht | Strafen: 2× 4×             | Sportpalast „Uralez“, Jekaterinburg Zuschauer: 100 Schiedsrichter: Grillo, Lenci |

| 12. August 2015 16:00 Uhr | Norwegen            | 29:32        | Island                   | Sportpalast „Uralez“, Jekaterinburg Zuschauer: 100 Schiedsrichter: A. Covalciuc, I. Covalciuc |
| 12. August 2015 16:00 Uhr | meiste Tore: Køpp 7 | (17:16)      | meiste Tore: Magnússon 8 | Sportpalast „Uralez“, Jekaterinburg Zuschauer: 100 Schiedsrichter: A. Covalciuc, I. Covalciuc |
| 12. August 2015 16:00 Uhr | Strafen: 3× 5× 1×   | Spielbericht | Strafen: 3×              | Sportpalast „Uralez“, Jekaterinburg Zuschauer: 100 Schiedsrichter: A. Covalciuc, I. Covalciuc |

| 12. August 2015 18:00 Uhr | Deutschland                    | 25:23        | Spanien                          | Sportpalast „Uralez“, Jekaterinburg Zuschauer: 300 Schiedsrichter: Kiselev, Kiyashko |
| 12. August 2015 18:00 Uhr | meiste Tore: Mertens, Schade 5 | (14:9)       | meiste Tore: Dujshebaev, Bazan 4 | Sportpalast „Uralez“, Jekaterinburg Zuschauer: 300 Schiedsrichter: Kiselev, Kiyashko |
| 12. August 2015 18:00 Uhr | Strafen: 3×                    | Spielbericht | Strafen: 4× 3×                   | Sportpalast „Uralez“, Jekaterinburg Zuschauer: 300 Schiedsrichter: Kiselev, Kiyashko |

| 12. August 2015 20:00 Uhr | Venezuela             | 28:51        | Ägypten                | Sportpalast „Uralez“, Jekaterinburg Schiedsrichter: Li, Liu |
| 12. August 2015 20:00 Uhr | meiste Tore: Goitia 7 | (15:27)      | meiste Tore: Raafat 11 | Sportpalast „Uralez“, Jekaterinburg Schiedsrichter: Li, Liu |
| 12. August 2015 20:00 Uhr | Strafen: 2× 5×        | Spielbericht | Strafen: 3× 2×         | Sportpalast „Uralez“, Jekaterinburg Schiedsrichter: Li, Liu |

| 14. August 2015 10:00 Uhr | Island                      | 47:19        | Venezuela             | Sportpalast „Uralez“, Jekaterinburg Zuschauer: 50 Schiedsrichter: Hussein, Imran |
| 14. August 2015 10:00 Uhr | meiste Tore: Ríkharðsson 15 | (27:12)      | meiste Tore: Goitia 6 | Sportpalast „Uralez“, Jekaterinburg Zuschauer: 50 Schiedsrichter: Hussein, Imran |
| 14. August 2015 10:00 Uhr | Strafen: 1×                 | Spielbericht | Strafen: 3× 4×        | Sportpalast „Uralez“, Jekaterinburg Zuschauer: 50 Schiedsrichter: Hussein, Imran |

| 14. August 2015 12:00 Uhr | Deutschland           | 23:24        | Ägypten                    | Sportpalast „Uralez“, Jekaterinburg Zuschauer: 150 Schiedsrichter: A. Covalciuc, I. Covalciuc |
| 14. August 2015 12:00 Uhr | meiste Tore: Zintel 6 | (9:13)       | meiste Tore: Hassan Anis 7 | Sportpalast „Uralez“, Jekaterinburg Zuschauer: 150 Schiedsrichter: A. Covalciuc, I. Covalciuc |
| 14. August 2015 12:00 Uhr | Strafen: 3× 2×        | Spielbericht | Strafen: 3×                | Sportpalast „Uralez“, Jekaterinburg Zuschauer: 150 Schiedsrichter: A. Covalciuc, I. Covalciuc |

| 14. August 2015 14:00 Uhr | Spanien                  | 21:19        | Norwegen            | Sportpalast „Uralez“, Jekaterinburg Zuschauer: 150 Schiedsrichter: Grillo, Lenci |
| 14. August 2015 14:00 Uhr | meiste Tore: Odriozola 5 | (12:9)       | meiste Tore: Køpp 6 | Sportpalast „Uralez“, Jekaterinburg Zuschauer: 150 Schiedsrichter: Grillo, Lenci |
| 14. August 2015 14:00 Uhr | Strafen: 3× 2×           | Spielbericht | Strafen: 2×         | Sportpalast „Uralez“, Jekaterinburg Zuschauer: 150 Schiedsrichter: Grillo, Lenci |

#### Gruppe C
| Pl. | Land     | Sp. | S | U | N | Tore      | Diff. | Punkte |
| --- | -------- | --- | - | - | - | --------- | ----- | ------ |
| 1.  | Dänemark | 5   | 4 | 1 | 0 | 0158:1150 | +43   | 09:10  |
| 2.  | Russland | 5   | 3 | 1 | 1 | 0163:1490 | +14   | 07:30  |
| 3.  | Schweiz  | 5   | 3 | 0 | 2 | 0131:1390 | −8    | 06:40  |
| 4.  | Kroatien | 5   | 2 | 0 | 3 | 0142:1430 | −1    | 04:60  |
| 5.  | Katar    | 5   | 2 | 0 | 3 | 0123:1230 | ±0    | 04:60  |
| 6.  | Algerien | 5   | 0 | 0 | 5 | 0117:1650 | −48   | 00:100 |

| 7. August 2015 19:00 Uhr | Russland                | 45:34        | Algerien              | Sportpalast „DIVS“, Jekaterinburg Zuschauer: 2.000 Schiedsrichter: Leszczynski, Piechota |
| 7. August 2015 19:00 Uhr | meiste Tore: Sharkov 10 | (22:19)      | meiste Tore: Ayyoub 7 | Sportpalast „DIVS“, Jekaterinburg Zuschauer: 2.000 Schiedsrichter: Leszczynski, Piechota |
| 7. August 2015 19:00 Uhr | Strafen: 3×             | Spielbericht | Strafen: 2× 3×        | Sportpalast „DIVS“, Jekaterinburg Zuschauer: 2.000 Schiedsrichter: Leszczynski, Piechota |

| 8. August 2015 12:00 Uhr | Dänemark               | 25:17        | Katar                 | Sportpalast „DIVS“, Jekaterinburg Zuschauer: 100 Schiedsrichter: Mitrovic, Vesovic |
| 8. August 2015 12:00 Uhr | meiste Tore: Norager 6 | (12:8)       | meiste Tore: Helali 4 | Sportpalast „DIVS“, Jekaterinburg Zuschauer: 100 Schiedsrichter: Mitrovic, Vesovic |
| 8. August 2015 12:00 Uhr | Strafen: 4× 3×         | Spielbericht | Strafen: 3× 5×        | Sportpalast „DIVS“, Jekaterinburg Zuschauer: 100 Schiedsrichter: Mitrovic, Vesovic |

| 8. August 2015 14:00 Uhr | Schweiz              | 30:29        | Kroatien                    | Sportpalast „DIVS“, Jekaterinburg Zuschauer: 100 Schiedsrichter: Leszczynski, Piechota |
| 8. August 2015 14:00 Uhr | meiste Tore: Alili 8 | (13:13)      | meiste Tore: Medic, Babic 6 | Sportpalast „DIVS“, Jekaterinburg Zuschauer: 100 Schiedsrichter: Leszczynski, Piechota |
| 8. August 2015 14:00 Uhr | Strafen: 3× 5×       | Spielbericht | Strafen: 3×                 | Sportpalast „DIVS“, Jekaterinburg Zuschauer: 100 Schiedsrichter: Leszczynski, Piechota |

| 9. August 2015 16:00 Uhr | Katar                              | 29:19        | Schweiz              | Sportpalast „DIVS“, Jekaterinburg Zuschauer: 100 Schiedsrichter: A. Covalciuc, I. Covalciuc |
| 9. August 2015 16:00 Uhr | meiste Tore: Abdelfattah, Guehis 6 | (14:5)       | meiste Tore: Alili 9 | Sportpalast „DIVS“, Jekaterinburg Zuschauer: 100 Schiedsrichter: A. Covalciuc, I. Covalciuc |
| 9. August 2015 16:00 Uhr | Strafen: 3× 5×                     | Spielbericht | Strafen: 3×          | Sportpalast „DIVS“, Jekaterinburg Zuschauer: 100 Schiedsrichter: A. Covalciuc, I. Covalciuc |

| 9. August 2015 18:00 Uhr | Kroatien             | 29:30        | Russland              | Sportpalast „DIVS“, Jekaterinburg Zuschauer: 2.000 Schiedsrichter: Bethmann, Tzaferopoulos |
| 9. August 2015 18:00 Uhr | meiste Tore: Medic 6 | (13:12)      | meiste Tore: Dashko 8 | Sportpalast „DIVS“, Jekaterinburg Zuschauer: 2.000 Schiedsrichter: Bethmann, Tzaferopoulos |
| 9. August 2015 18:00 Uhr | Strafen: 4× 7×       | Spielbericht | Strafen: 3× 5× 1×     | Sportpalast „DIVS“, Jekaterinburg Zuschauer: 2.000 Schiedsrichter: Bethmann, Tzaferopoulos |

| 9. August 2015 20:00 Uhr | Algerien              | 19:33        | Dänemark                     | Sportpalast „DIVS“, Jekaterinburg Zuschauer: 100 Schiedsrichter: Honda, Tabuchi |
| 9. August 2015 20:00 Uhr | meiste Tore: Ayyoub 5 | (7:15)       | meiste Tore: Sass Petersen 6 | Sportpalast „DIVS“, Jekaterinburg Zuschauer: 100 Schiedsrichter: Honda, Tabuchi |
| 9. August 2015 20:00 Uhr | Strafen: 3× 8×        | Spielbericht | Strafen: 2× 4×               | Sportpalast „DIVS“, Jekaterinburg Zuschauer: 100 Schiedsrichter: Honda, Tabuchi |

| 11. August 2015 16:00 Uhr | Dänemark               | 37:27        | Kroatien                  | Sportpalast „DIVS“, Jekaterinburg Zuschauer: 50 Schiedsrichter: Korja, Laitinen |
| 11. August 2015 16:00 Uhr | meiste Tore: Møller 10 | (15:9)       | meiste Tore: Martinovic 7 | Sportpalast „DIVS“, Jekaterinburg Zuschauer: 50 Schiedsrichter: Korja, Laitinen |
| 11. August 2015 16:00 Uhr | Strafen: 3× 5×         | Spielbericht | Strafen: 3× 7× 1×         | Sportpalast „DIVS“, Jekaterinburg Zuschauer: 50 Schiedsrichter: Korja, Laitinen |

| 11. August 2015 18:00 Uhr | Schweiz              | 29:26        | Russland                         | Sportpalast „DIVS“, Jekaterinburg Zuschauer: 2.000 Schiedsrichter: Mitrovic, Vesovic |
| 11. August 2015 18:00 Uhr | meiste Tore: Rubin 7 | (14:13)      | meiste Tore: Razmaev, Santalov 6 | Sportpalast „DIVS“, Jekaterinburg Zuschauer: 2.000 Schiedsrichter: Mitrovic, Vesovic |
| 11. August 2015 18:00 Uhr | Strafen: 3× 2×       | Spielbericht | Strafen: 3× 5×                   | Sportpalast „DIVS“, Jekaterinburg Zuschauer: 2.000 Schiedsrichter: Mitrovic, Vesovic |

| 11. August 2015 20:00 Uhr | Katar                | 25:21        | Algerien                   | Sportpalast „DIVS“, Jekaterinburg Zuschauer: 100 Schiedsrichter: Kulik, Nabokau |
| 11. August 2015 20:00 Uhr | meiste Tore: Heiba 6 | (10:11)      | meiste Tore: Nidhal Baha 6 | Sportpalast „DIVS“, Jekaterinburg Zuschauer: 100 Schiedsrichter: Kulik, Nabokau |
| 11. August 2015 20:00 Uhr | Strafen: 3× 1×       | Spielbericht | Strafen: 3× 5×             | Sportpalast „DIVS“, Jekaterinburg Zuschauer: 100 Schiedsrichter: Kulik, Nabokau |

| 12. August 2015 16:00 Uhr | Schweiz              | 30:21        | Algerien              | Sportpalast „DIVS“, Jekaterinburg Zuschauer: 100 Schiedsrichter: Al Watani, Qamber |
| 12. August 2015 16:00 Uhr | meiste Tore: Alili 9 | (12:9)       | meiste Tore: Ayyoub 6 | Sportpalast „DIVS“, Jekaterinburg Zuschauer: 100 Schiedsrichter: Al Watani, Qamber |
| 12. August 2015 16:00 Uhr | Strafen: 4× 2×       | Spielbericht | Strafen: 3× 8×        | Sportpalast „DIVS“, Jekaterinburg Zuschauer: 100 Schiedsrichter: Al Watani, Qamber |

| 12. August 2015 18:00 Uhr | Russland              | 29:29        | Dänemark               | Sportpalast „DIVS“, Jekaterinburg Zuschauer: 2.000 Schiedsrichter: A. Konjicanin, B. Konjicanin |
| 12. August 2015 18:00 Uhr | meiste Tore: Dashko 9 | (14:14)      | meiste Tore: Møller 10 | Sportpalast „DIVS“, Jekaterinburg Zuschauer: 2.000 Schiedsrichter: A. Konjicanin, B. Konjicanin |
| 12. August 2015 18:00 Uhr | Strafen: 3× 2×        | Spielbericht | Strafen: 4× 2×         | Sportpalast „DIVS“, Jekaterinburg Zuschauer: 2.000 Schiedsrichter: A. Konjicanin, B. Konjicanin |

| 12. August 2015 20:00 Uhr | Kroatien             | 25:24        | Katar                  | Sportpalast „DIVS“, Jekaterinburg Zuschauer: 100 Schiedsrichter: Leszczynski, Piechota |
| 12. August 2015 20:00 Uhr | meiste Tore: Babic 5 | (15:14)      | meiste Tore: Guehis 10 | Sportpalast „DIVS“, Jekaterinburg Zuschauer: 100 Schiedsrichter: Leszczynski, Piechota |
| 12. August 2015 20:00 Uhr | Strafen: 3× 4×       | Spielbericht | Strafen: 3× 2×         | Sportpalast „DIVS“, Jekaterinburg Zuschauer: 100 Schiedsrichter: Leszczynski, Piechota |

| 14. August 2015 16:00 Uhr | Algerien                   | 22:32        | Kroatien               | Sportpalast „DIVS“, Jekaterinburg Zuschauer: 50 Schiedsrichter: Honda, Tabuchi |
| 14. August 2015 16:00 Uhr | meiste Tore: Nidhal Baha 7 | (12:17)      | meiste Tore: Jelinic 9 | Sportpalast „DIVS“, Jekaterinburg Zuschauer: 50 Schiedsrichter: Honda, Tabuchi |
| 14. August 2015 16:00 Uhr | Strafen: 2× 3×             | Spielbericht | Strafen: 2× 6×         | Sportpalast „DIVS“, Jekaterinburg Zuschauer: 50 Schiedsrichter: Honda, Tabuchi |

| 14. August 2015 18:00 Uhr | Russland               | 33:28        | Katar                      | Sportpalast „DIVS“, Jekaterinburg Zuschauer: 2.000 Schiedsrichter: Bethmann, Tzaferopoulos |
| 14. August 2015 18:00 Uhr | meiste Tore: Bolotin 8 | (18:15)      | meiste Tore: Abdelfattah 7 | Sportpalast „DIVS“, Jekaterinburg Zuschauer: 2.000 Schiedsrichter: Bethmann, Tzaferopoulos |
| 14. August 2015 18:00 Uhr | Strafen: 3× 6×         | Spielbericht | Strafen: 3×                | Sportpalast „DIVS“, Jekaterinburg Zuschauer: 2.000 Schiedsrichter: Bethmann, Tzaferopoulos |

| 14. August 2015 20:00 Uhr | Dänemark              | 34:23        | Schweiz              | Sportpalast „DIVS“, Jekaterinburg Zuschauer: 50 Schiedsrichter: Kulik, Nabokau |
| 14. August 2015 20:00 Uhr | meiste Tore: Møller 8 | (15:9)       | meiste Tore: Alili 6 | Sportpalast „DIVS“, Jekaterinburg Zuschauer: 50 Schiedsrichter: Kulik, Nabokau |
| 14. August 2015 20:00 Uhr | Strafen: 3× 6×        | Spielbericht | Strafen: 3× 6×       | Sportpalast „DIVS“, Jekaterinburg Zuschauer: 50 Schiedsrichter: Kulik, Nabokau |

#### Gruppe D
| Pl. | Land        | Sp. | S | U | N | Tore      | Diff. | Punkte |
| --- | ----------- | --- | - | - | - | --------- | ----- | ------ |
| 1.  | Slowenien   | 5   | 4 | 1 | 0 | 0163:1150 | +48   | 09:10  |
| 2.  | Frankreich  | 5   | 4 | 1 | 0 | 0157:1150 | +42   | 09:10  |
| 3.  | Brasilien   | 5   | 3 | 0 | 2 | 0131:1200 | +11   | 06:40  |
| 4.  | Tunesien    | 5   | 2 | 0 | 3 | 0129:1440 | −15   | 04:60  |
| 5.  | Japan       | 5   | 1 | 0 | 4 | 0114:1440 | −30   | 02:80  |
| 6.  | Argentinien | 5   | 0 | 0 | 5 | 098:1540  | −56   | 00:100 |

| 8. August 2015 16:00 Uhr | Frankreich                        | 37:18        | Argentinien         | Sportpalast „DIVS“, Jekaterinburg Zuschauer: 100 Schiedsrichter: Kulik, Nabokau |
| 8. August 2015 16:00 Uhr | meiste Tore: Mocquais, Kounkoud 7 | (15:7)       | meiste Tore: Bono 5 | Sportpalast „DIVS“, Jekaterinburg Zuschauer: 100 Schiedsrichter: Kulik, Nabokau |
| 8. August 2015 16:00 Uhr | Strafen: 3× 2×                    | Spielbericht | Strafen: 3× 5×      | Sportpalast „DIVS“, Jekaterinburg Zuschauer: 100 Schiedsrichter: Kulik, Nabokau |

| 8. August 2015 18:00 Uhr | Slowenien           | 31:18        | Tunesien               | Sportpalast „DIVS“, Jekaterinburg Zuschauer: 100 Schiedsrichter: Al Watani, Qamber |
| 8. August 2015 18:00 Uhr | meiste Tore: Janc 6 | (14:9)       | meiste Tore: Memmich 5 | Sportpalast „DIVS“, Jekaterinburg Zuschauer: 100 Schiedsrichter: Al Watani, Qamber |
| 8. August 2015 18:00 Uhr | Strafen: 3× 5×      | Spielbericht | Strafen: 2× 6×         | Sportpalast „DIVS“, Jekaterinburg Zuschauer: 100 Schiedsrichter: Al Watani, Qamber |

| 8. August 2015 20:00 Uhr | Brasilien             | 28:23        | Japan                 | Sportpalast „DIVS“, Jekaterinburg Zuschauer: 50 Schiedsrichter: A. Covalciuc, I. Covalciuc |
| 8. August 2015 20:00 Uhr | meiste Tore: Lemos 11 | (13:9)       | meiste Tore: Makino 6 | Sportpalast „DIVS“, Jekaterinburg Zuschauer: 50 Schiedsrichter: A. Covalciuc, I. Covalciuc |
| 8. August 2015 20:00 Uhr | Strafen: 4× 5×        | Spielbericht | Strafen: 3× 2×        | Sportpalast „DIVS“, Jekaterinburg Zuschauer: 50 Schiedsrichter: A. Covalciuc, I. Covalciuc |

| 10. August 2015 16:00 Uhr | Argentinien           | 15:29        | Slowenien              | Sportpalast „DIVS“, Jekaterinburg Zuschauer: 100 Schiedsrichter: Bethmann, Tzaferopoulos |
| 10. August 2015 16:00 Uhr | meiste Tore: Moyano 6 | (8:14)       | meiste Tore: Sokolic 7 | Sportpalast „DIVS“, Jekaterinburg Zuschauer: 100 Schiedsrichter: Bethmann, Tzaferopoulos |
| 10. August 2015 16:00 Uhr | Strafen: 3× 5× 1×     | Spielbericht | Strafen: 3×            | Sportpalast „DIVS“, Jekaterinburg Zuschauer: 100 Schiedsrichter: Bethmann, Tzaferopoulos |

| 10. August 2015 18:00 Uhr | Japan                 | 18:27        | Frankreich                          | Sportpalast „DIVS“, Jekaterinburg Zuschauer: 150 Schiedsrichter: Korja, Laitinen |
| 10. August 2015 18:00 Uhr | meiste Tore: Makino 6 | (12:15)      | meiste Tore: Fabregas, Richardson 5 | Sportpalast „DIVS“, Jekaterinburg Zuschauer: 150 Schiedsrichter: Korja, Laitinen |
| 10. August 2015 18:00 Uhr | Strafen: 2× 4×        | Spielbericht | Strafen: 3×                         | Sportpalast „DIVS“, Jekaterinburg Zuschauer: 150 Schiedsrichter: Korja, Laitinen |

| 10. August 2015 20:00 Uhr | Tunesien                    | 23:24        | Brasilien                                | Sportpalast „DIVS“, Jekaterinburg Zuschauer: 100 Schiedsrichter: Leszczynski, Piechota |
| 10. August 2015 20:00 Uhr | meiste Tore: Ben Abdallah 6 | (9:10)       | meiste Tore: Silveira, Baptista, Lemos 5 | Sportpalast „DIVS“, Jekaterinburg Zuschauer: 100 Schiedsrichter: Leszczynski, Piechota |
| 10. August 2015 20:00 Uhr | Strafen: 5× 1×              | Spielbericht | Strafen: 3× 7× 1×                        | Sportpalast „DIVS“, Jekaterinburg Zuschauer: 100 Schiedsrichter: Leszczynski, Piechota |

| 11. August 2015 10:00 Uhr | Frankreich                | 34:24        | Tunesien                    | Sportpalast „DIVS“, Jekaterinburg Zuschauer: 100 Schiedsrichter: Li, Liu |
| 11. August 2015 10:00 Uhr | meiste Tore: Richardson 6 | (14:9)       | meiste Tore: Ben Abdallah 8 | Sportpalast „DIVS“, Jekaterinburg Zuschauer: 100 Schiedsrichter: Li, Liu |
| 11. August 2015 10:00 Uhr | Strafen: 3× 8×            | Spielbericht | Strafen: 3×                 | Sportpalast „DIVS“, Jekaterinburg Zuschauer: 100 Schiedsrichter: Li, Liu |

| 11. August 2015 12:00 Uhr | Slowenien            | 34:27        | Brasilien            | Sportpalast „DIVS“, Jekaterinburg Zuschauer: 100 Schiedsrichter: A. Covalciuc, I. Covalciuc |
| 11. August 2015 12:00 Uhr | meiste Tore: Janc 11 | (22:13)      | meiste Tore: Lemos 5 | Sportpalast „DIVS“, Jekaterinburg Zuschauer: 100 Schiedsrichter: A. Covalciuc, I. Covalciuc |
| 11. August 2015 12:00 Uhr | Strafen: 3× 4×       | Spielbericht | Strafen: 3×          | Sportpalast „DIVS“, Jekaterinburg Zuschauer: 100 Schiedsrichter: A. Covalciuc, I. Covalciuc |

| 11. August 2015 14:00 Uhr | Argentinien                  | 23:24        | Japan                             | Sportpalast „DIVS“, Jekaterinburg Zuschauer: 50 Schiedsrichter: A. Konjicanin, D. Konjicanin |
| 11. August 2015 14:00 Uhr | meiste Tore: Bono, Fischer 5 | (11:11)      | meiste Tore: Yasuhira, Yamamoto 4 | Sportpalast „DIVS“, Jekaterinburg Zuschauer: 50 Schiedsrichter: A. Konjicanin, D. Konjicanin |
| 11. August 2015 14:00 Uhr | Strafen: 3×                  | Spielbericht | Strafen: 3× 1×                    | Sportpalast „DIVS“, Jekaterinburg Zuschauer: 50 Schiedsrichter: A. Konjicanin, D. Konjicanin |

| 13. August 2015 16:00 Uhr | Slowenien           | 37:23        | Japan                 | Sportpalast „DIVS“, Jekaterinburg Zuschauer: 100 Schiedsrichter: Diop, Faye |
| 13. August 2015 16:00 Uhr | meiste Tore: Janc 8 | (19:13)      | meiste Tore: Ishado 8 | Sportpalast „DIVS“, Jekaterinburg Zuschauer: 100 Schiedsrichter: Diop, Faye |
| 13. August 2015 16:00 Uhr | Strafen: 3×         | Spielbericht | Strafen: 2×           | Sportpalast „DIVS“, Jekaterinburg Zuschauer: 100 Schiedsrichter: Diop, Faye |

| 13. August 2015 18:00 Uhr | Brasilien            | 23:27        | Frankreich              | Sportpalast „DIVS“, Jekaterinburg Zuschauer: 100 Schiedsrichter: Bethmann, Tzaferopoulos |
| 13. August 2015 18:00 Uhr | meiste Tore: Lemos 7 | (9:14)       | meiste Tore: Fabregas 5 | Sportpalast „DIVS“, Jekaterinburg Zuschauer: 100 Schiedsrichter: Bethmann, Tzaferopoulos |
| 13. August 2015 18:00 Uhr | Strafen: 3× 5×       | Spielbericht | Strafen: 4×             | Sportpalast „DIVS“, Jekaterinburg Zuschauer: 100 Schiedsrichter: Bethmann, Tzaferopoulos |

| 13. August 2015 20:00 Uhr | Tunesien                     | 35:29        | Argentinien           | Sportpalast „DIVS“, Jekaterinburg Zuschauer: 100 Schiedsrichter: Li, Liu |
| 13. August 2015 20:00 Uhr | meiste Tore: Ben Abdallah 11 | (18:12)      | meiste Tore: Moyano 7 | Sportpalast „DIVS“, Jekaterinburg Zuschauer: 100 Schiedsrichter: Li, Liu |
| 13. August 2015 20:00 Uhr | Strafen: 3× 8×               | Spielbericht | Strafen: 3× 4×        | Sportpalast „DIVS“, Jekaterinburg Zuschauer: 100 Schiedsrichter: Li, Liu |

| 14. August 2015 10:00 Uhr | Japan                   | 26:29        | Tunesien               | Sportpalast „DIVS“, Jekaterinburg Zuschauer: 100 Schiedsrichter: Bartlett, Stokes |
| 14. August 2015 10:00 Uhr | meiste Tore: Yasuhira 8 | (12:14)      | meiste Tore: Ghachem 9 | Sportpalast „DIVS“, Jekaterinburg Zuschauer: 100 Schiedsrichter: Bartlett, Stokes |
| 14. August 2015 10:00 Uhr | Strafen: 2×             | Spielbericht | Strafen: 3× 5×         | Sportpalast „DIVS“, Jekaterinburg Zuschauer: 100 Schiedsrichter: Bartlett, Stokes |

| 14. August 2015 12:00 Uhr | Brasilien                         | 29:13        | Argentinien           | Sportpalast „DIVS“, Jekaterinburg Zuschauer: 100 Schiedsrichter: A. Konjicanin, D. Konjicanin |
| 14. August 2015 12:00 Uhr | meiste Tore: Silveira, Ferreira 6 | (9:8)        | meiste Tore: Werner 5 | Sportpalast „DIVS“, Jekaterinburg Zuschauer: 100 Schiedsrichter: A. Konjicanin, D. Konjicanin |
| 14. August 2015 12:00 Uhr | Strafen: 3× 4×                    | Spielbericht | Strafen: 3× 4×        | Sportpalast „DIVS“, Jekaterinburg Zuschauer: 100 Schiedsrichter: A. Konjicanin, D. Konjicanin |

| 14. August 2015 14:00 Uhr | Frankreich           | 32:32        | Slowenien         | Sportpalast „DIVS“, Jekaterinburg Zuschauer: 100 Schiedsrichter: Leszczynski, Piechota |
| 14. August 2015 14:00 Uhr | meiste Tore: Minne 8 | (16:17)      | meiste Tore: Janc | Sportpalast „DIVS“, Jekaterinburg Zuschauer: 100 Schiedsrichter: Leszczynski, Piechota |
| 14. August 2015 14:00 Uhr | Strafen: 3× 4×       | Spielbericht | Strafen: 3× 5× 1× | Sportpalast „DIVS“, Jekaterinburg Zuschauer: 100 Schiedsrichter: Leszczynski, Piechota |

### Finalrunde

#### Achtelfinale
| 16. August 2015 13:30 Uhr | Island                    | 34:28        | Südkorea            | Sportpalast „DIVS“, Jekaterinburg Zuschauer: 100 Schiedsrichter: Kulik, Nabokau |
| 16. August 2015 13:30 Uhr | meiste Tore: Magnússon 10 | (17:14)      | meiste Tore: Kang 7 | Sportpalast „DIVS“, Jekaterinburg Zuschauer: 100 Schiedsrichter: Kulik, Nabokau |
| 16. August 2015 13:30 Uhr | Strafen: 3× 2×            | Spielbericht | Strafen: 3×         | Sportpalast „DIVS“, Jekaterinburg Zuschauer: 100 Schiedsrichter: Kulik, Nabokau |

| 16. August 2015 16:00 Uhr | Brasilien               | 28:26        | Russland                | Sportpalast „DIVS“, Jekaterinburg Zuschauer: 2.000 Schiedsrichter: Al Watani, Qamber |
| 16. August 2015 16:00 Uhr | meiste Tore: Ferreira 7 | (12:10)      | meiste Tore: Santalov 8 | Sportpalast „DIVS“, Jekaterinburg Zuschauer: 2.000 Schiedsrichter: Al Watani, Qamber |
| 16. August 2015 16:00 Uhr | Strafen: 3× 2×          | Spielbericht | Strafen: 3× 2×          | Sportpalast „DIVS“, Jekaterinburg Zuschauer: 2.000 Schiedsrichter: Al Watani, Qamber |

| 16. August 2015 18:30 Uhr | Norwegen                 | 39:33        | Ungarn                | Sportpalast „DIVS“, Jekaterinburg Zuschauer: 300 Schiedsrichter: Brunner, Salah |
| 16. August 2015 18:30 Uhr | meiste Tore: Gulliksen 9 | (23:19)      | meiste Tore: Bartok 8 | Sportpalast „DIVS“, Jekaterinburg Zuschauer: 300 Schiedsrichter: Brunner, Salah |
| 16. August 2015 18:30 Uhr | Strafen: 3× 5×           | Spielbericht | Strafen: 4× 3×        | Sportpalast „DIVS“, Jekaterinburg Zuschauer: 300 Schiedsrichter: Brunner, Salah |

| 16. August 2015 21:00 Uhr | Slowenien           | 26:23        | Kroatien                       | Sportpalast „DIVS“, Jekaterinburg Zuschauer: 100 Schiedsrichter: Kiselev, Kiyashko |
| 16. August 2015 21:00 Uhr | meiste Tore: Janc 9 | (13:9)       | meiste Tore: Jurakic, Mandić 4 | Sportpalast „DIVS“, Jekaterinburg Zuschauer: 100 Schiedsrichter: Kiselev, Kiyashko |
| 16. August 2015 21:00 Uhr | Strafen: 3× 5×      | Spielbericht | Strafen: 3× 2×                 | Sportpalast „DIVS“, Jekaterinburg Zuschauer: 100 Schiedsrichter: Kiselev, Kiyashko |

| 16. August 2015 13:30 Uhr | Schweiz                        | 24:29        | Frankreich                | Sportpalast „Uralez“, Jekaterinburg Zuschauer: 150 Schiedsrichter: Grillo, Lenci |
| 16. August 2015 13:30 Uhr | meiste Tore: Cédrie Tynowski 5 | (10:18)      | meiste Tore: Richardson 6 | Sportpalast „Uralez“, Jekaterinburg Zuschauer: 150 Schiedsrichter: Grillo, Lenci |
| 16. August 2015 13:30 Uhr | Strafen: 2× 3×                 | Spielbericht | Strafen: 3×               | Sportpalast „Uralez“, Jekaterinburg Zuschauer: 150 Schiedsrichter: Grillo, Lenci |

| 16. August 2015 16:00 Uhr | Schweden             | 31:26        | Ägypten                    | Sportpalast „Uralez“, Jekaterinburg Zuschauer: 100 Schiedsrichter: Mitrovic, Vesovic |
| 16. August 2015 16:00 Uhr | meiste Tore: Claar 9 | (13:10)      | meiste Tore: Hassan Anis 8 | Sportpalast „Uralez“, Jekaterinburg Zuschauer: 100 Schiedsrichter: Mitrovic, Vesovic |
| 16. August 2015 16:00 Uhr | Strafen: 3×          | Spielbericht | Strafen: 3× 4×             | Sportpalast „Uralez“, Jekaterinburg Zuschauer: 100 Schiedsrichter: Mitrovic, Vesovic |

| 16. August 2015 18:30 Uhr | Serbien                 | 19:25        | Spanien                              | Sportpalast „Uralez“, Jekaterinburg Zuschauer: 100 Schiedsrichter: Bethmann, Tzaferopoulos |
| 16. August 2015 18:30 Uhr | meiste Tore: Rakocija 7 | (8:9)        | meiste Tore: Dujshebaev, Fernandez 5 | Sportpalast „Uralez“, Jekaterinburg Zuschauer: 100 Schiedsrichter: Bethmann, Tzaferopoulos |
| 16. August 2015 18:30 Uhr | Strafen: 4×             | Spielbericht | Strafen: 3×                          | Sportpalast „Uralez“, Jekaterinburg Zuschauer: 100 Schiedsrichter: Bethmann, Tzaferopoulos |

| 16. August 2015 21:00 Uhr | Dänemark                           | 28:14        | Tunesien               | Sportpalast „Uralez“, Jekaterinburg Zuschauer: 50 Schiedsrichter: Honda, Tabuchi |
| 16. August 2015 21:00 Uhr | meiste Tore: Norager, Holm Haack 4 | (15:8)       | meiste Tore: Ghachem 3 | Sportpalast „Uralez“, Jekaterinburg Zuschauer: 50 Schiedsrichter: Honda, Tabuchi |
| 16. August 2015 21:00 Uhr | Strafen: 3× 4×                     | Spielbericht | Strafen: 3× 4×         | Sportpalast „Uralez“, Jekaterinburg Zuschauer: 50 Schiedsrichter: Honda, Tabuchi |

#### Viertelfinale
| 17. August 2015 15:45 Uhr | Island                                                 | 32:27        | Brasilien               | Sportpalast „DIVS“, Jekaterinburg Zuschauer: 100 Schiedsrichter: A. Konjicanin, D. Konjicanin |
| 17. August 2015 15:45 Uhr | meiste Tore: Ó. Magnússon, S. Magnusson, Ríkharðsson 7 | (15:10)      | meiste Tore: Ferreira 8 | Sportpalast „DIVS“, Jekaterinburg Zuschauer: 100 Schiedsrichter: A. Konjicanin, D. Konjicanin |
| 17. August 2015 15:45 Uhr | Strafen: 2×                                            | Spielbericht | Strafen: 3×             | Sportpalast „DIVS“, Jekaterinburg Zuschauer: 100 Schiedsrichter: A. Konjicanin, D. Konjicanin |

| 17. August 2015 18:00 Uhr | Frankreich            | 35:28        | Schweden                      | Sportpalast „Uralez“, Jekaterinburg Zuschauer: 200 Schiedsrichter: Kulik, Nabokau |
| 17. August 2015 18:00 Uhr | meiste Tore: Minne 12 | (20:16)      | meiste Tore: Sandell, Claar 5 | Sportpalast „Uralez“, Jekaterinburg Zuschauer: 200 Schiedsrichter: Kulik, Nabokau |
| 17. August 2015 18:00 Uhr | Strafen: 4× 1×        | Spielbericht | Strafen: 4× 2×                | Sportpalast „Uralez“, Jekaterinburg Zuschauer: 200 Schiedsrichter: Kulik, Nabokau |

| 17. August 2015 20:30 Uhr | Norwegen                           | 29:34        | Slowenien                  | Sportpalast „DIVS“, Jekaterinburg Zuschauer: 150 Schiedsrichter: A. Covalciuc, I. Covalciuc |
| 17. August 2015 20:30 Uhr | meiste Tore: Køpp, Schoenningsen 8 | (13:16)      | meiste Tore: Janc, Malus 9 | Sportpalast „DIVS“, Jekaterinburg Zuschauer: 150 Schiedsrichter: A. Covalciuc, I. Covalciuc |
| 17. August 2015 20:30 Uhr | Strafen: 4× 2×                     | Spielbericht | Strafen: 3× 4× 1×          | Sportpalast „DIVS“, Jekaterinburg Zuschauer: 150 Schiedsrichter: A. Covalciuc, I. Covalciuc |

| 17. August 2015 20:30 Uhr | Spanien                   | 23:18        | Dänemark              | Sportpalast „Uralez“, Jekaterinburg Zuschauer: 200 Schiedsrichter: Brunner, Salah |
| 17. August 2015 20:30 Uhr | meiste Tore: Dujshebaev 8 | (13:8)       | meiste Tore: Bitsch 5 | Sportpalast „Uralez“, Jekaterinburg Zuschauer: 200 Schiedsrichter: Brunner, Salah |
| 17. August 2015 20:30 Uhr | Strafen: 3×               | Spielbericht | Strafen: 3× 5×        | Sportpalast „Uralez“, Jekaterinburg Zuschauer: 200 Schiedsrichter: Brunner, Salah |

#### Platzierungsspiele Platz 5 – 8

##### Platzierungsrunde
| 19. August 2015 11:00 Uhr | Brasilien              | 31:32 n. S.      | Norwegen                  | Sportpalast „DIVS“, Jekaterinburg Zuschauer: 100 Schiedsrichter: Leszczyinski, Piechota |
| 19. August 2015 11:00 Uhr | meiste Tore: Pacheco 7 | (16:15), (29:29) | meiste Tore: Gulliksen 10 | Sportpalast „DIVS“, Jekaterinburg Zuschauer: 100 Schiedsrichter: Leszczyinski, Piechota |
| 19. August 2015 11:00 Uhr | Strafen: 3×            | Spielbericht     | Strafen: 3× 2×            | Sportpalast „DIVS“, Jekaterinburg Zuschauer: 100 Schiedsrichter: Leszczyinski, Piechota |

| 19. August 2015 13:15 Uhr | Schweden                | 27:25        | Dänemark              | Sportpalast „DIVS“, Jekaterinburg Zuschauer: 100 Schiedsrichter: A. Konjicanin, D. Konjicanin |
| 19. August 2015 13:15 Uhr | meiste Tore: Hallback10 | (12:12)      | meiste Tore: Bitsch 6 | Sportpalast „DIVS“, Jekaterinburg Zuschauer: 100 Schiedsrichter: A. Konjicanin, D. Konjicanin |
| 19. August 2015 13:15 Uhr | Strafen: 4×             | Spielbericht | Strafen: 3×           | Sportpalast „DIVS“, Jekaterinburg Zuschauer: 100 Schiedsrichter: A. Konjicanin, D. Konjicanin |

##### Spiel um Platz 7
| 20. August 2015 11:00 Uhr | Brasilien                | 23:26        | Dänemark              | Sportpalast „DIVS“, Jekaterinburg Zuschauer: 50 Schiedsrichter: Al Watani, Qamber |
| 20. August 2015 11:00 Uhr | meiste Tore: Ferreira 10 | (14:16)      | meiste Tore: Krabbe 6 | Sportpalast „DIVS“, Jekaterinburg Zuschauer: 50 Schiedsrichter: Al Watani, Qamber |
| 20. August 2015 11:00 Uhr | Strafen: 3× 2×           | Spielbericht | Strafen: 3×           | Sportpalast „DIVS“, Jekaterinburg Zuschauer: 50 Schiedsrichter: Al Watani, Qamber |

##### Spiel um Platz 5
| 20. August 2015 13:15 Uhr | Norwegen                     | 27:32        | Schweden                      | Sportpalast „DIVS“, Jekaterinburg Zuschauer: 50 Schiedsrichter: Mitrovic, Vesovic |
| 20. August 2015 13:15 Uhr | meiste Tore: Schoenningsen 8 | (10:14)      | meiste Tore: Cosmo, Hansson 5 | Sportpalast „DIVS“, Jekaterinburg Zuschauer: 50 Schiedsrichter: Mitrovic, Vesovic |
| 20. August 2015 13:15 Uhr | Strafen: 3×                  | Spielbericht | Strafen: 3× 2×                | Sportpalast „DIVS“, Jekaterinburg Zuschauer: 50 Schiedsrichter: Mitrovic, Vesovic |

#### Halbfinale
| 19. August 2015 15:30 Uhr | Island                     | 30:31        | Slowenien            | Sportpalast „DIVS“, Jekaterinburg Zuschauer: 200 Schiedsrichter: Grillo, Lenci |
| 19. August 2015 15:30 Uhr | meiste Tore: Styrmission 7 | (15:11)      | meiste Tore: Janc 11 | Sportpalast „DIVS“, Jekaterinburg Zuschauer: 200 Schiedsrichter: Grillo, Lenci |
| 19. August 2015 15:30 Uhr | Strafen: 3× 1×             | Spielbericht | Strafen: 2× 3×       | Sportpalast „DIVS“, Jekaterinburg Zuschauer: 200 Schiedsrichter: Grillo, Lenci |

| 19. August 2015 18:00 Uhr | Frankreich           | 34:27        | Spanien                      | Sportpalast „DIVS“, Jekaterinburg Zuschauer: 700 Schiedsrichter: Bethmann, Tzaferopoulos |
| 19. August 2015 18:00 Uhr | meiste Tore: Minne 9 | (18:13)      | meiste Tore: Torriko Egana 7 | Sportpalast „DIVS“, Jekaterinburg Zuschauer: 700 Schiedsrichter: Bethmann, Tzaferopoulos |
| 19. August 2015 18:00 Uhr | Strafen: 3× 2×       | Spielbericht | Strafen: 3× 4× 1×            | Sportpalast „DIVS“, Jekaterinburg Zuschauer: 700 Schiedsrichter: Bethmann, Tzaferopoulos |

#### Spiel um Platz 3
| 20. August 2015 15:30 Uhr | Island                   | 26:22        | Spanien                | Sportpalast „DIVS“, Jekaterinburg Zuschauer: 300 Schiedsrichter: Kiselev, Kiyashko |
| 20. August 2015 15:30 Uhr | meiste Tore: Magnússon 8 | (12:9)       | meiste Tore: Alonso 10 | Sportpalast „DIVS“, Jekaterinburg Zuschauer: 300 Schiedsrichter: Kiselev, Kiyashko |
| 20. August 2015 15:30 Uhr | Strafen: 3×              | Spielbericht | Strafen: 3× 1×         | Sportpalast „DIVS“, Jekaterinburg Zuschauer: 300 Schiedsrichter: Kiselev, Kiyashko |

#### Finale
| 20. August 2015 18:00 Uhr | Slowenien                  | 26:33        | Frankreich         | Sportpalast „DIVS“, Jekaterinburg Zuschauer: 2.000 Schiedsrichter: Brunner, Salah |
| 20. August 2015 18:00 Uhr | meiste Tore: Janc, Malus 5 | (13:16)      | meiste Tore: Mem 6 | Sportpalast „DIVS“, Jekaterinburg Zuschauer: 2.000 Schiedsrichter: Brunner, Salah |
| 20. August 2015 18:00 Uhr | Strafen: 3× 2×             | Spielbericht | Strafen: 3× 4×     | Sportpalast „DIVS“, Jekaterinburg Zuschauer: 2.000 Schiedsrichter: Brunner, Salah |

### Platzierungsrunde um die Plätze 9 – 16

#### Spiel um Platz 15
| 17. August 2015 13:30 Uhr | Schweiz                      | 35:33        | Ungarn               | Sportpalast „Uralez“, Jekaterinburg Zuschauer: 50 Schiedsrichter: Bartlett, Stokes |
| 17. August 2015 13:30 Uhr | meiste Tore: Schild, Alili 8 | (15:15)      | meiste Tore: Gyori 9 | Sportpalast „Uralez“, Jekaterinburg Zuschauer: 50 Schiedsrichter: Bartlett, Stokes |
| 17. August 2015 13:30 Uhr | Strafen: 3× 1×               | Spielbericht | Strafen: 3× 5×       | Sportpalast „Uralez“, Jekaterinburg Zuschauer: 50 Schiedsrichter: Bartlett, Stokes |

#### Spiel um Platz 13
| 17. August 2015 15:45 Uhr | Ägypten                      | 31:27        | Tunesien               | Sportpalast „Uralez“, Jekaterinburg Zuschauer: 50 Schiedsrichter: Kiselev, Kiyashko |
| 17. August 2015 15:45 Uhr | meiste Tore: Khaled Gaber 11 | (17:12)      | meiste Tore: Ghachem 8 | Sportpalast „Uralez“, Jekaterinburg Zuschauer: 50 Schiedsrichter: Kiselev, Kiyashko |
| 17. August 2015 15:45 Uhr | Strafen: 3× 4×               | Spielbericht | Strafen: 2× 4×         | Sportpalast „Uralez“, Jekaterinburg Zuschauer: 50 Schiedsrichter: Kiselev, Kiyashko |

#### Spiel um Platz 11
| 17. August 2015 13:30 Uhr | Südkorea           | 36:30        | Kroatien               | Sportpalast „DIVS“, Jekaterinburg Zuschauer: 50 Schiedsrichter: Li, Liu |
| 17. August 2015 13:30 Uhr | meiste Tore: Seo 6 | (19:20)      | meiste Tore: Jurakic 6 | Sportpalast „DIVS“, Jekaterinburg Zuschauer: 50 Schiedsrichter: Li, Liu |
| 17. August 2015 13:30 Uhr | Strafen: 4× 2×     | Spielbericht | Strafen: 4×            | Sportpalast „DIVS“, Jekaterinburg Zuschauer: 50 Schiedsrichter: Li, Liu |

#### Spiel um Platz 9
| 17. August 2015 15:45 Uhr | Russland               | 37:28        | Serbien               | Sportpalast „DIVS“, Jekaterinburg Zuschauer: 800 Schiedsrichter: Leszczynski, Piechota |
| 17. August 2015 15:45 Uhr | meiste Tore: Sharkov 6 | (19:17)      | meiste Tore: Kurtes 6 | Sportpalast „DIVS“, Jekaterinburg Zuschauer: 800 Schiedsrichter: Leszczynski, Piechota |
| 17. August 2015 15:45 Uhr | Strafen: 3× 1×         | Spielbericht | Strafen: 3× 4× 1×     | Sportpalast „DIVS“, Jekaterinburg Zuschauer: 800 Schiedsrichter: Leszczynski, Piechota |

### President’s Cup

#### Platzierungsrunde
| 16. August 2015 09:00 Uhr | Chile                         | 27:32        | Venezuela              | Sportpalast „DIVS“, Jekaterinburg Zuschauer: 50 Schiedsrichter: Li, Liu |
| 16. August 2015 09:00 Uhr | meiste Tore: Paulsen Donoso 9 | (12:16)      | meiste Tore: Moreno 10 | Sportpalast „DIVS“, Jekaterinburg Zuschauer: 50 Schiedsrichter: Li, Liu |
| 16. August 2015 09:00 Uhr | Strafen: 4× 1×                | Spielbericht | Strafen: 2× 4×         | Sportpalast „DIVS“, Jekaterinburg Zuschauer: 50 Schiedsrichter: Li, Liu |

| 16. August 2015 11:15 Uhr | Polen               | 19:45        | Deutschland          | Sportpalast „Uralez“, Jekaterinburg Zuschauer: 60 Schiedsrichter: Bartlett, Stokes |
| 16. August 2015 11:15 Uhr | meiste Tore: Netz 6 | (7:19)       | meiste Tore: Beyer 7 | Sportpalast „Uralez“, Jekaterinburg Zuschauer: 60 Schiedsrichter: Bartlett, Stokes |
| 16. August 2015 11:15 Uhr | Strafen: 3×         | Spielbericht | Strafen: 2× 3×       | Sportpalast „Uralez“, Jekaterinburg Zuschauer: 60 Schiedsrichter: Bartlett, Stokes |

| 16. August 2015 09:00 Uhr | Algerien              | 28:29 n. S.      | Argentinien           | Sportpalast „Uralez“, Jekaterinburg Zuschauer: 50 Schiedsrichter: Diop, Faye |
| 16. August 2015 09:00 Uhr | meiste Tore: Ayyoub 9 | (13:11), (24:24) | meiste Tore: Moyano 8 | Sportpalast „Uralez“, Jekaterinburg Zuschauer: 50 Schiedsrichter: Diop, Faye |
| 16. August 2015 09:00 Uhr | Strafen: 3× 4×        | Spielbericht     | Strafen: 3× 2×        | Sportpalast „Uralez“, Jekaterinburg Zuschauer: 50 Schiedsrichter: Diop, Faye |

| 16. August 2015 11:15 Uhr | Katar                  | 27:23        | Japan                 | Sportpalast „DIVS“, Jekaterinburg Zuschauer: 50 Schiedsrichter: A. Covalciuc, I. Covalciuc |
| 16. August 2015 11:15 Uhr | meiste Tore: Gavevic 5 | (14:9)       | meiste Tore: Tasato 5 | Sportpalast „DIVS“, Jekaterinburg Zuschauer: 50 Schiedsrichter: A. Covalciuc, I. Covalciuc |
| 16. August 2015 11:15 Uhr | Strafen: 2× 1×         | Spielbericht | Strafen: 3×           | Sportpalast „DIVS“, Jekaterinburg Zuschauer: 50 Schiedsrichter: A. Covalciuc, I. Covalciuc |

#### Spiel um Platz 23
| 17. August 2015 09:00 Uhr | Chile                         | 24:33        | Algerien                   | Sportpalast „DIVS“, Jekaterinburg Zuschauer: 50 Schiedsrichter: Hussein, Imran |
| 17. August 2015 09:00 Uhr | meiste Tore: Paulsen Donoso 6 | (8:18)       | meiste Tore: Nidhal Baha 8 | Sportpalast „DIVS“, Jekaterinburg Zuschauer: 50 Schiedsrichter: Hussein, Imran |
| 17. August 2015 09:00 Uhr | Strafen: 2× 1×                | Spielbericht | Strafen: 2× 3×             | Sportpalast „DIVS“, Jekaterinburg Zuschauer: 50 Schiedsrichter: Hussein, Imran |

#### Spiel um Platz 21
| 17. August 2015 09:00 Uhr | Venezuela             | 18:29        | Argentinien           | Sportpalast „Uralez“, Jekaterinburg Zuschauer: 50 Schiedsrichter: Korja, Laitinen |
| 17. August 2015 09:00 Uhr | meiste Tore: Goitia 5 | (9:14)       | meiste Tore: Moyano 9 | Sportpalast „Uralez“, Jekaterinburg Zuschauer: 50 Schiedsrichter: Korja, Laitinen |
| 17. August 2015 09:00 Uhr | Strafen: 2× 1×        | Spielbericht | Strafen: 2× 1×        | Sportpalast „Uralez“, Jekaterinburg Zuschauer: 50 Schiedsrichter: Korja, Laitinen |

#### Spiel um Platz 19
| 17. August 2015 11:15 Uhr | Polen                 | 29:34        | Japan                 | Sportpalast „Uralez“, Jekaterinburg Zuschauer: 50 Schiedsrichter: Diop, Faye |
| 17. August 2015 11:15 Uhr | meiste Tore: Moryto 9 | (15:13)      | meiste Tore: Ishado 6 | Sportpalast „Uralez“, Jekaterinburg Zuschauer: 50 Schiedsrichter: Diop, Faye |
| 17. August 2015 11:15 Uhr | Strafen: 3×           | Spielbericht | Strafen: 2×           | Sportpalast „Uralez“, Jekaterinburg Zuschauer: 50 Schiedsrichter: Diop, Faye |

#### Spiel um Platz 17
| 17. August 2015 11:15 Uhr | Deutschland            | 29:27        | Katar                        | Sportpalast „DIVS“, Jekaterinburg Zuschauer: 50 Schiedsrichter: Mitrovic, Vesovic |
| 17. August 2015 11:15 Uhr | meiste Tore: Mertens 7 | (18:11)      | meiste Tore: Helali, Heiba 6 | Sportpalast „DIVS“, Jekaterinburg Zuschauer: 50 Schiedsrichter: Mitrovic, Vesovic |
| 17. August 2015 11:15 Uhr | Strafen: 3× 2×         | Spielbericht | Strafen: 3× 1×               | Sportpalast „DIVS“, Jekaterinburg Zuschauer: 50 Schiedsrichter: Mitrovic, Vesovic |

## Abschlussplatzierungen
| Rang   | Team        | Sp. | S | U | N | Tore    | Diff. |
| ------ | ----------- | --- | - | - | - | ------- | ----- |
| Gold   | Frankreich  | 9   | 8 | 1 | 0 | 288:220 | +068  |
| Silber | Slowenien   | 9   | 7 | 1 | 1 | 280:230 | +050  |
| Bronze | Island      | 9   | 8 | 0 | 1 | 291:235 | +056  |
| 04.    | Spanien     | 9   | 5 | 0 | 4 | 242:196 | +046  |
| 05.    | Schweden    | 9   | 7 | 1 | 1 | 281:228 | +053  |
| 06.    | Norwegen    | 9   | 5 | 0 | 4 | 284:248 | +036  |
| 07.    | Dänemark    | 9   | 6 | 1 | 2 | 255:202 | +053  |
| 08.    | Brasilien   | 9   | 4 | 0 | 5 | 240:236 | +004  |
| 09.    | Russland    | 7   | 4 | 1 | 2 | 226:205 | +021  |
| 10.    | Serbien     | 7   | 3 | 0 | 4 | 188:210 | −022  |
| 11.    | Südkorea    | 7   | 3 | 1 | 3 | 216:211 | +005  |
| 12.    | Kroatien    | 7   | 2 | 0 | 5 | 195:205 | −010  |
| 13.    | Ägypten     | 7   | 3 | 0 | 4 | 205:194 | +011  |
| 14.    | Tunesien    | 7   | 2 | 0 | 5 | 170:203 | −033  |
| 15.    | Schweiz     | 7   | 4 | 0 | 3 | 190:201 | −011  |
| 16.    | Ungarn      | 7   | 3 | 1 | 3 | 237:203 | +034  |
| 17.    | Deutschland | 7   | 4 | 0 | 3 | 235:174 | +061  |
| 18.    | Katar       | 7   | 3 | 0 | 4 | 177:175 | +002  |
| 19.    | Japan       | 7   | 3 | 0 | 4 | 161:200 | −039  |
| 20.    | Polen       | 7   | 1 | 1 | 5 | 178:203 | −025  |
| 21.    | Argentinien | 7   | 2 | 0 | 5 | 156:200 | −044  |
| 22.    | Venezuela   | 7   | 1 | 0 | 6 | 135:313 | −0178 |
| 23.    | Algerien    | 7   | 1 | 0 | 6 | 178:218 | −040  |
| 24.    | Chile       | 7   | 0 | 0 | 7 | 139:237 | −098  |

- Der erste Platz berechtigt zur Teilnahme an der U-19-Handball-Weltmeisterschaft 2019
- Die Platzierungen ergaben sich nach folgenden Kriterien:
  - Plätze 1 bis 4: Ergebnisse im Finale sowie im Spiel um Platz 3
  - Plätze 5 bis 8 (Verlierer der Viertelfinalpartien): Ergebnisse der Platzierungsspiele um die Plätze 5 bis 8
  - Plätze 9 bis 16 (Verlierer der Achtelfinalpartien): Ergebnisse der Platzierungsspiele um die Plätze 9 bis 16
  - Plätze 17 bis 20: Ergebnisse der Platzierungsspiele des President’s Cup unter den Fünftplatzierten der Vorrunde
  - Plätze 21 bis 24: Ergebnisse der Platzierungsspiele des President’s Cup unter den Sechstplatzierten der Vorrunde

## Auszeichnungen
- Bester Spieler (Most Valuable Player, MVP): Melvyn Richardson

All-Star-Team
| LA: Tilen Sokolič |                       | KM: Ludovic Fabregas  |               | RA: Óðinn Þór Ríkharðsson |
|                   | RL: Daniel Dujshebaev |                       | RR: Blaž Janc |                           |
|                   |                       | RM: Melvyn Richardson |               |                           |
|                   |                       | TW: Xoan Ledo         |               |                           |